# Cyprideis bensoni
Cyprideis bensoni är en kräftdjursart som beskrevs av John Herman Sandberg 1966. Cyprideis bensoni ingår i släktet Cyprideis och familjen Cytherideidae. Inga underarter finns listade i Catalogue of Life.